# Linet Kwamboka
Linet Kwamboka (Condado de Nyamira, c.1988) es una científica informática y empresaria de Kenia, que ha defendido el uso de la información como herramienta para el desarrollo sostenible.  Como una de las líderes tecnológicas más influyentes de África, continúa impulsando iniciativas que buscan integrar la tecnología y la ciencia de datos en la formulación de políticas públicas. Fundadora y directora ejecutiva de DataScience Limited, una empresa de investigación de tecnología de la información.

## Trayectoria
Nació en el condado de Nyamira, en la parte occidental de Kenia, c. 1988, en el seno de una familia numerosa. Es hija de Evelyne Kerubo y Aloys Nyang'au. Asistió a la Escuela Primaria Nyamira y a la Academia St. Mathews para la educación primaria, luego estudió en Butere Girls High School para la secundaria. Posteriormente, fue admitida en la Universidad de Nairobi, donde se graduó en 2010 con una licenciatura en Ciencias de la Computación. También ha adquirido de forma autodidacta conocimientos en sistemas de información geográfica (GIS), minería de datos y análisis de datos.
Después de la universidad, durante los siguientes seis años, Linet Kwamboka dirigió la Iniciativa de Datos Abiertos de Kenia, alentando al gobierno a hacer más información abierta y disponible para el público. Trabajó con el Banco Mundial en la Asociación de Gobierno Abierto para el Gobierno de Kenia. Con su trabajo ha contribuido a mejorar la gobernanza digital y a fomentar el acceso a datos abiertos en Kenia y otros países. También trabajó como ingeniera de software en la Universidad Carnegie Mellon (Pensilvania en Estados Unidos) y la Universidad de Stanford (California, Estados Unidos).
Linet fundó DataScience Limited en 2013, con el objetivo de facilitar el uso de datos en la inteligencia empresarial, la toma de decisiones y la asignación de recursos. La empresa, con sede en Nairobi, se especializa en ingeniería de software y sistemas de gestión de la información para el análisis, investigación, recopilación y visualización de datos.
En 2017, Linet Kwamboka fue una de las diez primeras ganadoras de la "Beca Mozilla Tech Policy Fellowship". La beca, otorgada y apoyada por la Fundación Mozilla, tiene como objetivo "dar a las personas con experiencia en gobierno y políticas de Internet el apoyo y la estructura que necesitan para continuar su trabajo para hacer que Internet sea saludable".
En 2020, Linet se unió a Global Partnership for Sustainable Development Data como directora del programa para África, apoyando a los países africanos en el acceso y uso de datos para abordar desafíos y lograr los Objetivos de Desarrollo Sostenible. Posteriormente ya como gerente senior, lideraría proyectos enfocados en la obtención y uso oportuno de datos para apoyar la toma de decisiones. Su trabajo ha contribuido a mejorar la gobernanza digital y a fomentar el acceso a datos abiertos en Kenia y otros países.

## Reconocimientos
En agosto de 2018, Kwamboka fue reconocida como una de las "100 personas más influyentes en el gobierno digital" por Apolitical, una red global no gubernamental con sede en Londres que conecta a servidores públicos con ideas y colaboradores para abordar desafíos de gobernanza. Además, ha sido destacada como una de las 30 mujeres más influyentes en el ámbito de los datos y fue finalista del premio Bloomberg para campeones globales de datos abiertos, en reconocimiento a su compromiso con la transparencia y la toma de decisiones basada en datos.